# کارووالاکله
کارووالاکله (به لاتین: Karuwalakelle) یک منطقهٔ مسکونی در سری‌لانکا است که در استان مرکزی (سری‌لانکا) واقع شده‌است.